# Resolución 279 del Consejo de Seguridad de las Naciones Unidas
La resolución 279 del Consejo de Seguridad de las Naciones Unidas, aprobada por unanimidad el 12 de mayo de 1970, es la resolución aprobada más corta del Consejo de Seguridad con solo 14 palabras; lee simplemente «Exige la inmediata retirada de todas las fuerzas armadas de Israel del territorio libanés»